# 世紀帝國：圍城
《世紀帝國：圍城》是運行在Windows 8.1及Windows Phone平台上的免费大型多人線上遊戲，由微軟在2014年9月17日發行。不同於過去的《世紀帝國系列》，本作是屬於塔防遊戲。遊戲一開始有不列顛、法蘭克、條頓、基輔羅斯、薩拉遜、拜占庭等文明可以選擇，各文明各有其特色（日後仍可換文明，但要花遊戲幣）。

## 文明特色

### 兵種
總共有六個國家讓使用者選擇：
1. 不列顛：  長弓兵(超長距離弓兵);
2. 法蘭克：  聖殿騎士(血厚騎兵);
3. 拜占庭:   切洛斯(持火焰槍的步兵);
4. 基輔羅斯: 俄國劫掠者(對資源加成的騎兵);
5. 薩拉森:   馬穆魯克(遠程攻擊的快速騎兵);
6. 條頓:     條頓騎士(高血量高攻擊力的慢速步兵);

## 外部連結
- 官方网站
- Age of Empires®: Castle Siege （页面存档备份，存于）